# 3101 Goldberger
A 3101 Goldberger (ideiglenes jelöléssel 1978 GB) egy kisbolygó a Naprendszerben. Eleanor F. Helin, G. Grueff, J. V. Wall fedezte fel 1978. április 11-én.